# Karl von Schlippenbach
Karl Friedrich Wilhelm Hermann Albert Alexander Graf von Schlippenbach (* 19. September 1830 in Berlin; † 19. August 1908 in Arendsee) war ein preußischer General der Infanterie.

## Leben

### Herkunft
Karl war ein Sohn des preußischen Majors und persönlichen Adjutanten des Prinzen Carl von Preußen, Wilhelm von Schlippenbach (1797–1842) und dessen Ehefrau Mathilde, geborene von Goldbeck und Reinhart (1805–1896).

### Militärkarriere
Nach dem Besuch des Friedrich-Wilhelms- und des Französischen Gymnasiums in Berlin studierte Schlippenbach Rechtswissenschaften an den Universitäten in Heidelberg und Berlin. Ab Mitte Juni 1849 leistete er seinen einjährigen Dienst im 2. Garde-Ulanen-Regiment ab und schlug eine aktive Offizierslaufbahn in der Preußischen Armee ein. Mit der Beförderung zum Sekondeleutnant wurde er am 12. Oktober 1850 in das 1. Garde-Ulanen-Regiment versetzt. Ende des Monats wechselte Schlippenbach zur Infanterie über, wurde als außeretatsmäßiger Sekondeleutnant im 2. Garde-Regiment zu Fuß angestellt und Mitte Januar 1851 einrangiert. Zur weiteren Ausbildung absolvierte er ab Oktober 1853 für drei Jahre die Allgemeine Kriegsschule und war ab März 1858 zur Unterstützung des Generalleutnants Baeyer bei Ausführung der Struveschen Längengradmessungen kommandiert. Schlippenbach stieg zum Premierleutnant auf, war bei der Mobilmachung anlässlich des Sardischen Krieges 1859 Adjutant des mobilen 2. Garde-Landwehr-Regiments und wurde Ende Februar 1861 unter Beförderung zum Hauptmann in den Großen Generalstab versetzt. Daran schloss sich von Mitte Dezember 1861 bis Mitte April 1865 eine Verwendung im Generalstab des VIII. Armee-Korps an. Mit der Ernennung zum Kompaniechef im Grenadier-Regiment „König Friedrich Wilhelm IV.“ (1. Pommersches) Nr. 2 kehrte er anschließend in den Truppendienst zurück, nahm im Jahr darauf während des Krieges gegen Österreich an den Schlachten bei Gitschin sowie Königgrätz teil und erhielt für sein Wirken den Roten Adlerorden IV. Klasse mit Schwertern.
Nach dem Krieg war Schlippenbach von Ende Oktober 1866 bis Mitte März 1870 als Major im Generalstab der 3. Division in Stettin. Anschließend wurde er Kommandeur des I. Bataillons im 6. Brandenburgischen Infanterie-Regiment Nr. 52 in Frankfurt (Oder). Diesen Verband führte er zu Beginn des Krieges gegen Frankreich bei Spichern und bis zu seiner schweren Verwundung in der Schlacht bei Vionville. Nach seiner Gesundung kehrte er Ende November 1870 zu seiner Truppe zurück und nahm an den Schlachten bei Beaune-la-Rolande sowie Orléans teil. Ausgezeichnet mit beiden Klassen des Eisernen Kreuzes wurde Schlippenbach nach dem Friedensschluss Mitte August 1871 Oberstleutnant und kurz darauf unter Stellung à la suite des Generalstabes zum Direktor der Kriegsschule Potsdam ernannt. In dieser Eigenschaft stieg er Anfang September 1873 zum Oberst auf, wurde 14 Tage später zunächst zur Führung des 7. Thüringischen Infanterie-Regiments Nr. 96 kommandiert und unter Stellung à la suite vom 16. Oktober 1873 bis zum 13. Februar 1874 mit der Führung beauftragt. Anschließend erfolgte seine Ernennung zum Regimentskommandeur. Mit der Beförderung zum Generalmajor wurde Schlippenbach am 3. Februar 1880 zu den Offizieren von der Armee versetzt. Nach kurzzeitiger Verwendung als Kommandeur der 20. Infanterie-Brigade in Posen erfolgte am 1. Dezember 1881 seine Ernennung zum Inspekteur der Kriegsschulen. Zugleich war er von Ende August 1883 bis Mitte Oktober 1885 auch Mitglied der Studienkommission der Kriegsakademie und avancierte Mitte April 1884 zum Generalleutnant. Als solcher war Schlippenbach ab dem 14. August 1886 Gouverneur von Mainz, bis er schließlich in Genehmigung seines Abschiedsgesuches am 11. Oktober 1887 unter Verleihung des Roten Adlerordens I. Klasse mit Eichenlaub und Schwertern am Ringe mit Pension zur Disposition gestellt wurde.
Nach seiner Verabschiedung widmete Schlippenbach sich der Bewirtschaftung seines umfangreichen Besitzes. Anlässlich des 25. Jahrestages der Schlacht bei Orléans würdigte ihn Kaiser Wilhelm II. mit dem Charakter als General der Infanterie. Außerdem verlieh er Schlippenbach nach den Manövern am 13. September 1906 die Uniform des Infanterie-Regiments „von Alvensleben“ (6. Brandenburgisches) Nr. 52. Er war Rechtsritter des Johanniterordens.

### Familie
Schlippenbach verheiratete sich am 13. September 1852 in Berlin mit Marie Freiin le Fort (1830–1893). Aus der Ehe gingen die nachstehenden Söhne hervor, die beide eine Offizierslaufbahn in der Preußischen Armee einschlugen.
- Wilhelm (1854–1917)

⚭ 1884 Margarete (Marga) Freiin von Maltzahn (1860–1938), geschieden 1893
⚭ 1898 Jutta Freiin von Buddenbrock-Hettersdorff (* 1873)
- Albert (1859–1934)

⚭ 1887 Mary Auguste Brandin (1857–1909)
⚭ 1910 Brunhilde Gräfin von Pestalozza (* 1876)